# 김신열
김신열은 1991년 남편 김성도씨와 함께 독도로 주소지를 옮기고 거주하고 있는 주민이다.

## 소개
제주도 출신 해녀로 울릉도에 이주해 생활하던 중, 남편 김성도씨와 1991년 독도로 주소지를 옮기고 서도에서 거주했다. 2003년 태풍으로 직접 지은 어민 숙소가 망가지자 독도를 떠나 울릉도 사위 집으로 옮겼다가 2006년 숙소와 부대시설 등이 복구되자 다시 돌아오기도 했다. 이후 2006년 일반전화 개통 등으로 편의시설을 들였다. 과거에는 김성도씨가 독도의 이장역할을 수행하였으나 2018년 김성도씨가 사망한 이후 부인인 김신열씨가 이장직을 맡아 수행할 예정이다.

## 업적
남편 김성도씨와 함께 1991년부터 독도에서 거주하고 있다. 2009년 독도 최초 사업자등록, 2014년 독도 최초 국세를 납부함으로써 독도가 대한민국의 영토임을 대내 외에 증명하였다. 2013년부터 생업인 어업과 함께 독도를 방문하는 방문객을 대상으로 독도(동도) 선착장에서 '독도사랑카페'라는 판매장을 열어 관련 기념품을 판매하고 세금을 납부하였다.